# Skin Yard
Skin Yard era una banda de grunge originaria de Seattle, Washington, que permaneció activa desde 1985 hasta 1992. A pesar de que el grupo nunca tuvo mucho éxito comercial, influyó en muchas de las posteriores formaciones del grunge, como Soundgarden, The Melvins o Green River, con las que está considerada como una de las pioneras del grunge.

## Historia
La banda se forma en 1985 por Jack Endino, posteriormente un afamado productor musical, y Daniel House, a los que se unen Matt Cameron y Ben McMillan. Poco después de su formación, la banda contribuye con dos canciones para la edición del primer recopilatorio de grunge, llamado Deep Six, en 1986. Este mismo año, el grupo saca su primer disco, homónimo, desprendiéndose de él el sencillo Bleed.
Al poco de empezar la gira de presentación del álbum, Matt Cameron deja la banda para unirse a Soundgarden, con lo que Skin Yard se ve en la necesidad de buscar un sustituto para su marcha. El primer hombre en ocupar esta posición fue Steve Wied, seguido de Greg Gilmore: ambos duraron sólo dos actuaciones, con lo que llega a la banda el que parecía el más firme candidato, Jason Finn, pero que duró ocho meses antes de marcharse de la banda por problemas personales. Su reemplazo fue Scott McCullum, quien estuvo más de dos años en el puesto, grabando la banda en este periodo Hallowed Ground, su segundo trabajo, en 1988.
Después de la marcha de McCullum, la banda vuelve al estudio en 1990 con ideas para su tercer disco, Fist Sized Chunks, y un nuevo batería, Barrett Martin, que sería el último de la larga lista de baterías de Skin Yard. Un año después, y ya con el grunge en el punto de mira del mainstream, sale a la luz el cuarto disco de la formación americana, 1000 Smiling Knuckles. Poco después de la edición de éste, el bajista Daniel House deja la banda para estar más tiempo con su familia. Fue sustituido por Pat Pederson, con quien graban su último álbum, Inside the Eye. Poco después de la finalización de la grabación del disco, Skin Yard decide separarse en 1992, saliendo su último disco poco después de ello.

## Post-ruptura
Scott McCullum y Ben McMillan, exmiembros de Skin Yard, forman el proyecto Gruntruck. Pat Pederson y Barrett Martin colaboran en el disco en solitario de Jack Endino, Endino's Earthworm. Daniel House funda y preside el sello C/Z Records, posteriormente A&M Records. Barrett Martin se une a los Screaming Trees para grabar sus dos últimos álbumes, para después girar con R.E.M.. Martin también formó parte de Mad Season junto con Layne Staley, Mike McCready y Mark Lanegan.

## Miembros
- Ben McMillan - Voz (85-92)
- Jack Endino - Guitarra (85-92)
- Daniel House - Bajo (85-91)
- Pat Pederson - Bajo (91-92)
- Matt Cameron - Batería (85-86)
- Steve Wied - Batería (86)
- Greg Filmore - Batería (86)
- Jason Finn - Batería (86-87)
- Scott McCullum - Batería (87-90)
- Barrett Martin - Batería (90-92)

## Discografía
- Skin Yard - 1986 - Cruz Records
- Hallowed Ground - 1988 - Toxic Shock Records
- Fist Sized Chunks - 1990 - Cruz Records
- 1000 Smiling Knuckles - 1991 - Cruz Records
- Inside the Eye - 1992 - Cruz Records
- Start at the Top - 2001 - C/Z Records (grandes éxitos)

- Datos: Q594559